# Eileen Lemass
Eileen Lemass (n. 7 iulie 1932, Cork, Irlanda) este un om politic irlandez, membru al Parlamentului European în perioada 1984-1989 din partea Irlandei.
1. 1 2 3   https://www.oireachtas.ie/en/members/member/Eileen-Lemass.D.1977-07-05 Lipsește sau este vid: |title= (ajutor)